# Марковське покриття

У баєсовій мережі марковське покриття вузла A включає його батьків, дітей, та інших батьків усіх його дітей.

У машинному навчанні ма́рковське покриття́ (англ. Markov blanket) вузла {\displaystyle A} баєсової мережі — це множина вузлів {\displaystyle \partial A}, складена з батьківських вузлів {\displaystyle A}, його дочірніх вузлів, та інших батьківських вузлів його дочірніх вузлів. У марковському випадковому полі марковське покриття вузла — це множина його сусідніх вузлів. Марковське покриття може також позначатися через {\displaystyle MB(A)}.
Будь-яка множина вузлів мережі є умовно незалежною від {\displaystyle A}, будучи обумовленою множиною {\displaystyle \partial A}, тобто, будучи обумовленою марковським покриттям вузла {\displaystyle A}. Ймовірність володіє марковською властивістю; формально, для різних вузлів {\displaystyle A} та {\displaystyle B}
{\displaystyle \Pr(A\mid \partial A,B)=\Pr(A\mid \partial A).\!}
Марковське покриття вузла містить всі змінні, які екранують цей вузол від решти мережі. Це означає, що марковське покриття вузла є єдиним знанням, потрібним для передбачування його поведінки. Цей термін було запроваджено Перлом 1988 року.
У баєсовій мережі значення батьків та дітей вузла, очевидно, дають інформацію про цей вузол; проте батьків його дітей також має бути включено, оскільки вони можуть застосовуватися для пояснення даного вузла. У марковському випадковому полі марковське покриття вузла є просто його сусідніми вузлами.